# 自由区 (西撒哈拉)

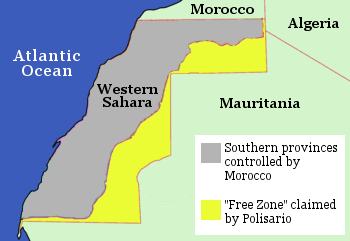
黄色部分为“自由区”。

自由区（羅馬化：al-minṭaqa al-ḥurra），又称解放领土，是阿拉伯撒哈拉民主共和国的波利萨里奥阵线政府用来描述西撒哈拉部分地区的一个术语。该地区位于一条2200公里长的边界墙（通称“摩洛哥墙”）东侧，该墙旁边设有雷区，并连接阿尔及利亚西北边界和毛里塔尼亚北部边界。该地区由阿拉伯撒哈拉民主共和国控制，而位于“摩洛哥墙”西侧的地区由摩洛哥控制，作为其南部省份的一部分。两国都声索西撒哈拉的全部领土。
根据1991年波利萨里奥阵线和摩洛哥达成的停火协议，该地区作为波利萨里奥控制区得到巩固，该协议是作为“解决计划”的一部分达成的。联合国西撒哈拉全民投票特派团领导的维和部队负责监督停火和组织该地区的地位公投。